# Eoserv
Eoserv er et software, som bruges til at lave en såkaldt Endless-Online Server.
Med Endless-Online Server kan du lave en Server som du vil kunne sætte online og spille med folk.
I Endless-online er et 2D spil hvor du styrer du en 2D figur mand/kvinde. Du bruger CTRL til at slå og piltasterne til at styre
Ved at bruge CTRL ville du kunne dræbe geder, får, slimklatter, krager og rotter, osv.
I Endless-Online Server er du den såkaldte "Admin" og har visse rettigheder, som at banne eller kicke folk osv, hvis de ikke følger de regler du har lagt på forhånd.

## Ekstern henvisning
- Eoserv's hjemmeside Arkiveret 15. maj 2011 hos  Wayback Machine

| Software | Spire Denne artikel om software og programmering er en spire som bør udbygges. Du er velkommen til at hjælpe Wikipedia ved at udvide den. |